# TVB 馬來西亞星光薈萃頒獎典禮最喜愛TVB綜藝節目
TVB 馬來西亞星光薈萃頒獎典禮最喜愛TVB節目主持每年是由每年是由香港TVB娛樂新聞台、馬來西亞Astro及MY FM聯合頒發。
截至2017年，TVB 馬來西亞星光薈萃頒獎典禮舉辦第13屆，最近的得獎綜藝節目是《胡說八道真情假期》。

## 得獎及提名名單
| 得奬 "†" 代表「萬千星輝頒獎典禮」最佳綜藝節目得獎者。 "‡" 代表「萬千星輝頒獎典禮」最佳節目主持提名者。 "§" 代表「TVB 馬來西亞星光薈萃頒獎典禮」得獎者，但沒有入圍「萬千星輝頒獎典禮」最後五強。 |

### 2010年代
| 年份                                  | 節目名稱                |
| ------------------------------------- | ----------------------- |
| 2013年 第10屆                         | 超級無敵獎門人 終極篇 ‡ |
| 2013年 第10屆                         | 玩嘢王 ‡                |
| 2013年 第10屆                         | 星夢傳奇 ‡              |
| 2013年 第10屆                         | 搵食                    |
| 2013年 第10屆                         | 走過浮華大地            |
| 2014年 第11屆                         | Sunday扮嘢王 †          |
| 2014年 第11屆                         | 街頭魔法王2 ‡           |
| 2014年 第11屆                         | 女皇的盛宴 ‡            |
| 2014年 第11屆                         | 愛情來的時候            |
| 2014年 第11屆                         | 沒女大翻身              |
| 2015年 第12屆                         |                         |
| 今晚睇李                              |                         |
| Sunday靚聲王                          |                         |
| 東京攻略                              |                         |
| 我係小廚神2                           |                         |
| 四個小生去旅行                        |                         |
| 2016年 第13屆                         |                         |
| Sunday好戲王 §                        |                         |
| 我愛香港 ‡                            |                         |
| 關西攻略                              |                         |
| 星星探親團                            |                         |
| 區區開伙                              |                         |
| 反斗紅星冇暑假 嘩鬼上學去             |                         |
| 反斗紅星冇暑假 打工捱世界             |                         |
| 街頭魔法王之魔王之王                  |                         |
| 今個夏天食平D                         |                         |
| 2016香港小姐競選決賽 2016香港先生選舉 |                         |
| 2017年 第14屆                         | 胡說八道真情假期 §      |
| 2017年 第14屆                         | 一屋老友去旅行 ‡        |
| 2017年 第14屆                         | 流行經典50年 †          |
| 2017年 第14屆                         | 阿爺廚房 †              |
| 2017年 第14屆                         | 天與地                  |
| 2017年 第14屆                         | 肥媽新年新煮意          |
| 2017年 第14屆                         | 這個冬天不太冷          |
| 2017年 第14屆                         | 打工捱世界II            |
| 2017年 第14屆                         | 森美旅行團              |